# Cámara Makler
Cámara Makler se denomina a un tipo de cámara específica utilizada para realizar seminogramas. Este tipo de cámaras posee menos exactitud para la medida de la concentración espermática que la cámara Neubauer, pero su manejo y uso son sencillos. Para usarla en seminogramas para medir la concentración, no es necesario inmovilizar los espermatozoides ya que tiene una escasa profundidad de campo. Existen cámaras de este tipo que son desechables.
Están especialmente recomendadas para realizar mediciones de la motilidad espermática. Tienen una profundidad de 10 micrómetros, que favorece dicha movilidad, y al microscopio observamos una cuadrícula de 10x10 filas/columnas (1mm² dividido en 100 cuadros, 0.01 mm² por cuadro). El volumen final por cuadro es de 10-4 ul, que son 10-3 ul por fila/columna. De este modo el total de partículas por ml en la muestra (espermatozoides u otras células) se obtiene de multiplicar el resultado de una fila/columna por el factor 106/ml (1 millón por ml).
Por ejemplo, si detectamos 60 espermatozoides en una fila = 60 spz en 0.001 ul --> 60 000 spz en 1 ul --> 60 000 000 spz en 1 ml